# Немейські ігри
37°48′32″ пн. ш. 22°42′37″ сх. д. / 37.808962° пн. ш. 22.710279° сх. д.
Неме́йські ігри (грец. Νεμέων Αγώνων) — загальногрецькі ігри часів античності, один із основних агонів, що відбувалися на честь бога Зевса в Немейській долині кожного другого року (у 2-му та 4-му році кожної олімпіади). Відомі з 573 до н. е. З утвердженням християнства, наприкінці IV ст. н.е., поряд з іншими релігійно-спортивними іграми, Немейські ігри були заборонені.
Впродовж 1971-2004 років археологом Стівеном Міллером було розкопано початкову територію проведення ігор, а в 1994 році ігри відновилися в сучасному форматі і з 1996 відбуваються кожні 4 роки.

## Немейські ігри в міфах
Існують кілька міфів про заснування Немейських ігор. Згідно одного, цареві Аргосу Лікургу було навіщовано Дельфійським оракулом, що його син Офельт не має торкатися землі, поки не навчиться сам ходити, інакше скоро помре. Лікург довірив своїй рабині Гіпсипілі доглядати за хлопчиком. Коли учасники походу Сімох проти Фів проходили через Немею, вони побачили Гіпсипілу і попросили принести їм води. Та вирушила за водою, лишивши Офельта на ложі з дикої селери, де його вкусила отруйна змія, від чого хлопчик помер. Таким чином здійснилося пророцтво, а Семеро, зокрема цар Адраст, заснували на пам'ять про Офельта Немейські ігри. Цей міф відомий з написів на саркофазі, знайденому в Коринфі. На знак скорботи судді ігор носили темний одяг, а нагородою служив вінок із селери.
За іншим міфом, ігри заснував Геракл на згадку про боротьбу з Немейським левом, що було першим з його подвигів на службі в царя Еврістея.

## Античні Немейські ігри

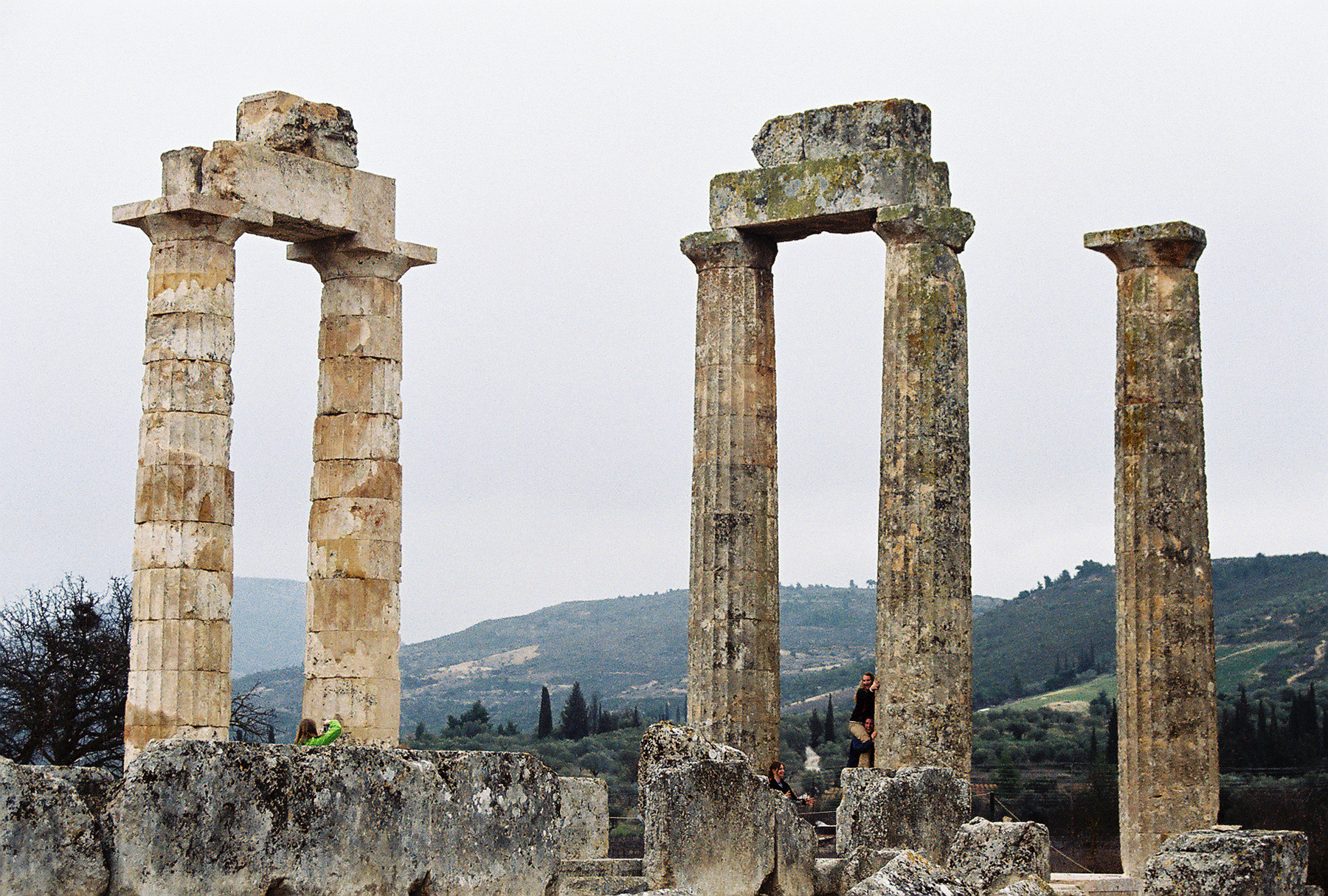
Руїни храму Зевса Немейського

Змагання у Немеї були такі самі, як і на Олімпійських іграх, і організовувалися в Арголіді біля храму Зевса. Влаштовувалися жителями міста Клеони Немейські, а з 460 року до н.е. — населенням Аргоса. Зміна місця пояснюється зруйнуванням Клеонів в ході Пелопонесської війни. Колишнє місце близько 75 років лежало в руїнах, а близько 330 року до н.е. там було зведено храм Зевса та стадіон і Немейські ігри повернулися до Клеонів. З 271 році до н.е. вони знову проводилися в Аргосі. Павсаній, будучи в Клеонах у 150 році н.е., згадував, що місцевість занедбана, храм Зевса напівзруйнований і в ньому немає культових статуй, що були імовірно перевезені до Аргоса.
Учасники змагалися в бігу, боротьбі та кінних перегонах. Пізніше також відбувалися музичні змагання, але їм відводилося другорядне значення. Брати участь у іграх могли як дорослі чоловіки, так і юнаки та хлопчики. Особливістю Немейських ігор були ритуали і символіка з траурним відтінком. Так, судді ігор носили темний одяг, за легендою, на знак скорботи за сином царя Лікурга.
Переможці отримували гілки та вінки зі священних рослин. Різні джерела згадують серед них плющ, сосну, оливу та селеру.

## Сучасні Немейські ігри

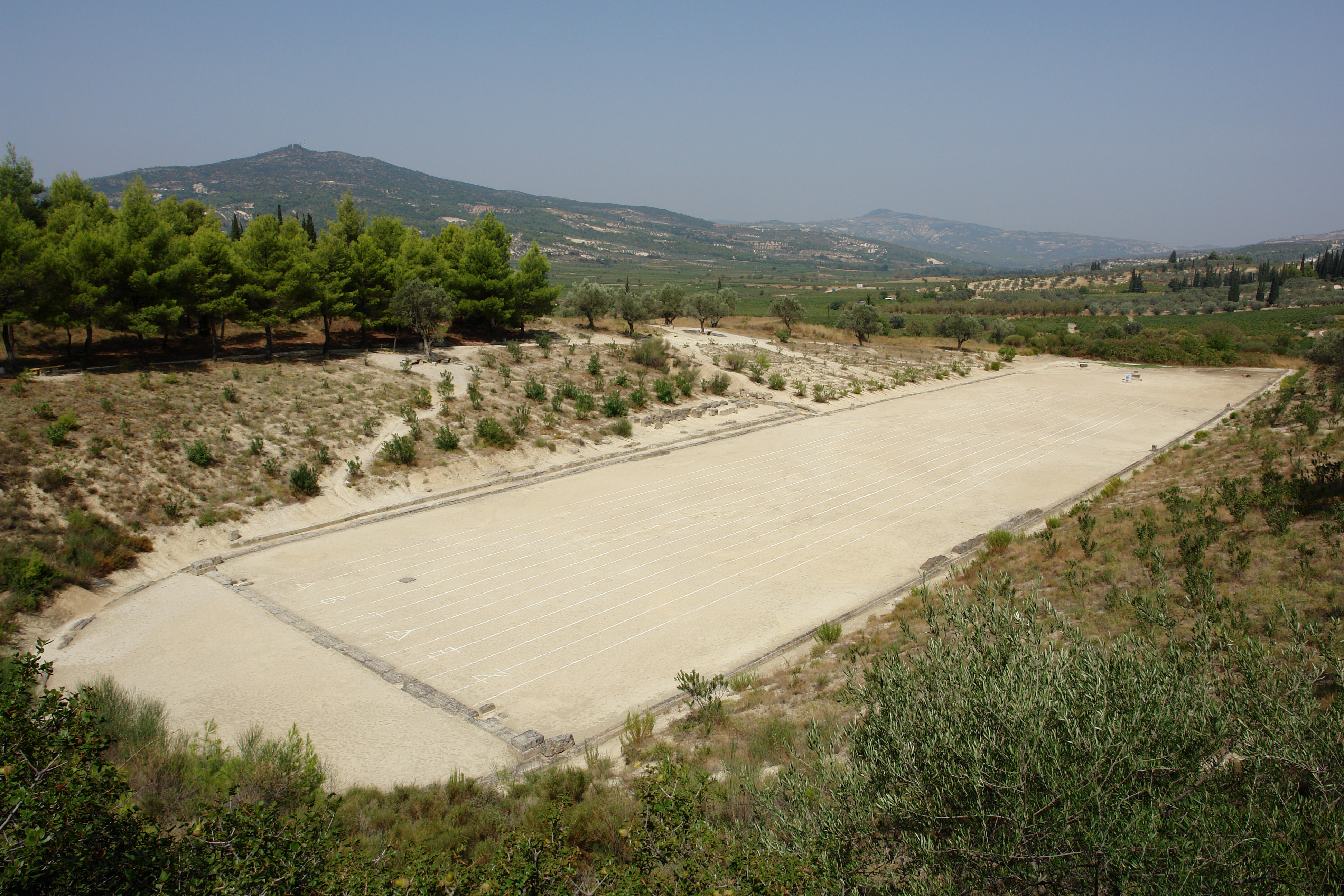
Розмічений для змагань з бігу стадіон

Археологічні розкопки в Немеї відбувалися в 1884 році французами та в 1924-1926, 1962 і 1964 американськими дослідниками. Археолог Стівен Міллер почав нові розкопки у 1971 році, в ході яких знайшов стартову лінію стародавнього стадіону і зробив чимало інших знахідок, що дозволило в 1975 відкрити музей. В 1996 році було утворено Товариство відновлення Немейських ігор. Рішення про відновлення Немейських ігор було прийняте 1994 року, а з 1996 вони проводяться кожні 4 роки.
В сучасних іграх беруть участь тільки любителі та добровольці, зацікавлені у дослідженнях та відродженні античної спадщини. Відкриваються ігри театралізованим дійством, де Перемир'я в білій туніці приходить в супроводі вісників з оливковими гілками, щоб передати персоніфікації Немеї вінок. Потім процесія бере вогонь ігор від вогнища біля храму Зевса і несе його на смолоскипі до античного стадіону, в центрі якого запалюється вівтар.
На сучасних Немейских іграх відбуваються змагання з бігу на 90 метрів (на розкопаному стадіоні), і бігу на 7,5 кілометрів від храму Геракла в Клеонах. Участь беруть, як і в давнину, хлопчики, юнаки та дорослі чоловіки, одягнені в білі туніки. До участі запрошуються всі охочі з різних країн, які мають попередньо зареєструватися. Як і в античності, нагородою служить вінок із селери.
Шості Немейські ігри відбулися 10-12 червня 2016 року.